# 豊橋鉄道モハ400形電車
豊橋鉄道モハ400形電車（とよはしてつどうどうもは400かたでんしゃ）は、豊橋鉄道がかつて保有していた路面電車用の電車である。3両（401 - 403）が存在した。
元は名古屋市電の単車であるが、401は元桑名電軌の車両、402、403は元下之一色電車軌道の車両である。全く異なる車両であるが、豊橋交通（現・豊橋鉄道）に譲渡されたさい、同一形式とされた。
老朽化のため1963年（昭和38年）8月13日に廃車となった。

## 概要

### 401
- 1928年（昭和3年）に日本車輌製造で製造された半鋼製単車であり、2両（3・4）存在した。桑名電軌が開業時（1927年）には運用される予定であったが、実際の運用開始は翌年となった。
- 桑名電軌は不要不急線指定を受け、1944年（昭和19年）1月10日に廃止される。この2両（3・4）は名古屋市電気局（後の名古屋市電）に譲渡されたが、3は戦災により焼失。4[注 1]は残り、1951年（昭和26年）11月1日に豊橋交通（現・豊橋鉄道）に譲渡され、モハ400形（401）に改称する。
- 半鋼製の単車であり、集電装置はビューゲル、2扉7窓の車両であった。
- 401については1929年（昭和4年）に東洋車輌で製造された半鋼製単車である、桑名電軌5という説もある。3・4とほぼ同一車両であり、同じように名古屋市電気局に譲渡されている。5は戦災により焼失し、1949年に現車がない状態で廃車となったため、戦後の混乱期での間違いの可能性がある。

### 402・403
- 1924年（大正13年）に日本車輌製造で4両（5 - 8）製造された木造単車である。1937年（昭和12年）3月1日、下之一色電車軌道が軌道事業を名古屋市電気局に譲渡したさいも番号はそのまま（5 - 8）とし、引き続き下之一色線で使用される。
- 1951年（昭和26年）10月18日付で5が、1951年11月5日付で6 - 8が廃車される。このうち7号と8号は1951年（昭和26年）11月1日に豊橋交通（現・豊橋鉄道）に譲渡され、モハ400形（402・403）に改称する。
- 木造の単車であり、集電装置はビューゲル、2扉8窓の車両であった。

## 主要諸元

### 401
- 定員：50人（座席定員 18人）
- 自重：14.23t
- 最大寸法
  - 長：8,154mm
  - 幅：2,096mm
  - 高：3,746mm
- 台車：日本車輌製造製 S-20s[注 2]
- 出力：35ps×2

### 402・403
- 定員：50人（座席定員 18人）
- 自重：9.16t
- 最大寸法
  - 長：8,534mm
  - 幅：2,134mm
  - 高：3,728mm
- 台車：ブリル　21-E形
- 出力：35ps×2